# اتفاقية قمع الاستيلاء غير المشروع على الطائرات
اتفاقية قمع الاستيلاء غير المشروع على الطائرات المعروفة أيضا باسم اتفاقية اختطاف لاهاي هي معاهدة متعددة الأطراف تتفق الدول على حظر ومعاقبة اختطاف الطائرات. لا تنطبق هذه الاتفاقية على الجمارك وإنفاذ القانون أو الطائرات العسكرية وبالتالي فإنه ينطبق حصرا على الطائرات المدنية. الاتفاقية تتناول فقط حالات اقلاع الطائرة. تحدد الاتفاقية مبدأ التسليم أو المحاكمة للدول العضوة في المعاهدة ويجب محاطكة خاطف الطائرة إذا طلبته أي دولة أخرى أو عندها اتفاقية تسليم المجرمين للمحاكمة لنفس الجريمة.

## إنشاء الاتفاقية ودخولها حيز النفاذ
اعتمدت الاتفاقية من قبل المؤتمر الدولي لقانون الجو في لاهاي في 16 ديسمبر 1970. دخلت حيز التنفيذ في 14 أكتوبر 1971 بعد أن تم التصديق عليها من قبل 10 دول. اعتبارا من عام 2013 فإن عدد أعضاء الاتفاقية بلغ 185 دولة.

## الأعضاء
تضم الاتفاقية 185 دولة عضو منها 183 دولة عضو في الأمم المتحدة بالإضافة إلى جزر كوك ونييوي. 10 دول الأعضاء في الأمم المتحدة التي ليست طرفا في المعاهدة هي:
- بوروندي
- تيمور الشرقية
- إريتريا
- كيريباتي
- ولايات ميكرونيسيا المتحدة
- سان مارينو
- جزر سليمان
- الصومال
- جنوب السودان
- توفالو

هذه الدول العشر التي وقعت على الاتفاقية ولكن لم تصدق عليها.

### الدول الأعضاء السابقة
تشمل الدول الأعضاء السابقة التي لم تنجح رسميا هي تشيكوسلوفاكيا وألمانيا الشرقية وجنوب فيتنام ويوغوسلافيا. منذ ذلك الحين نجحت عدة دول في التصديق ولكن عن طريق دول جديدة: صدقت صربيا باسم صربيا والجبل الأسود وروسيا باسم الاتحاد السوفيتي وبيلاروسيا باسم جمهورية بيلاروسيا الاشتراكية السوفيتية وأوكرانيا باسم جمهورية أوكرانيا الاشتراكية السوفيتية. قبل توحيد اليمن كان كل من شمال وجنوب اليمن قد صدقا على الاتفاقية. وقعت جمهورية الصين وصدقت على الاتفاق في عام 1980 ووافقت جمهورية الصين الشعبية على المعاهدة مع بيان لها أنها أعلنت أن تصرفات جمهورية الصين فيما يتعلق بالاتفاقية «لاغية وباطلة».

## بروتوكول 2010
في عام 2010 في بكين اعتمد البروتوكول التكميلي لاتفاقية قمع الاستيلاء غير المشروع على الطائرات. أضيف في البروتوكول تعديلات على الاتفاقية الأصلية. اعتبارا من 1 يناير 2015 صادقت على البروتوكول 10 دول. سوف يدخل حيز التنفيذ بمجرد التصديق عليه من قبل 22 دولة.